# AG2R La Mondiale/2019
Deze pagina geeft een overzicht van de AG2R La Mondiale UCI World Tour wielerploeg in 2019.

## Algemeen
Algemeen manager: Vincent Lavenu
Teammanager: Laurent Biondi
Ploegleiders: Alexandre Abel, Stephen Barrett, Cyril Dessel, Stéphane Goubert, Nicolas Guille, Didier Jannel, Julien Jurdie, Artūras Kasputis, Gilles Mas, Jean Baptiste Quidet
Fietsmerk: Eddy Merckx

## Renners
| Naam                   | Geboortedatum | Nationaliteit    | Ploeg 2018                                           |
| ---------------------- | ------------- | ---------------- | ---------------------------------------------------- |
| Gediminas Bagdonas     | 26-12-1985    | Litouwen         |                                                      |
| Romain Bardet          | 09-11-1990    | Frankrijk        |                                                      |
| François Bidard        | 19-03-1992    | Frankrijk        |                                                      |
| Geoffrey Bouchard      | 01-04-1992    | Frankrijk        | CR4C Roanne                                          |
| Mikaël Cherel          | 17-03-1986    | Frankrijk        |                                                      |
| Clément Chevrier       | 29-06-1992    | Frankrijk        |                                                      |
| Benoît Cosnefroy       | 17-10-1995    | Frankrijk        |                                                      |
| Nico Denz              | 15-02-1994    | Duitsland        |                                                      |
| Silvan Dillier         | 03-08-1990    | Zwitserland      |                                                      |
| Axel Domont            | 07-08-1990    | Frankrijk        |                                                      |
| Samuel Dumoulin        | 20-08-1980    | Frankrijk        |                                                      |
| Hubert Dupont          | 13-11-1980    | Frankrijk        |                                                      |
| Julien Duval           | 27-05-1990    | Frankrijk        |                                                      |
| Mathias Frank          | 09-12-1986    | Zwitserland      |                                                      |
| Tony Gallopin          | 24-05-1988    | Frankrijk        |                                                      |
| Ben Gastauer           | 14-11-1987    | Luxemburg        |                                                      |
| Alexandre Geniez       | 02-09-1988    | Frankrijk        |                                                      |
| Dorian Godon           | 25-05-1996    | Frankrijk        | Cofidis, Solutions Crédits                           |
| Alexis Gougeard        | 05-03-1993    | Frankrijk        |                                                      |
| Jaakko Hänninen        | 16-04-1997    | Finland          | per 1 augustus 2019; Probikeshop Saint-Étienne Loire |
| Quentin Jauregui       | 22-04-1994    | Frankrijk        |                                                      |
| Pierre Latour          | 12-10-1993    | Frankrijk        |                                                      |
| Oliver Naesen          | 16-09-1990    | België           |                                                      |
| Aurélien Paret-Peintre | 27-02-1996    | Frankrijk        |                                                      |
| Nans Peters            | 12-03-1994    | Frankrijk        |                                                      |
| Stijn Vandenbergh      | 25-04-1984    | België           |                                                      |
| Clément Venturini      | 16-10-1993    | Frankrijk        |                                                      |
| Alexis Vuillermoz      | 01-06-1988    | Frankrijk        |                                                      |
| Larry Warbasse         | 28-06-1990    | Verenigde Staten | Aqua Blue Sport                                      |

### Vertrokken
| Renner           | Geboortedatum | Nationaliteit | Ploeg 2019                  |
| ---------------- | ------------- | ------------- | --------------------------- |
| Jan Bakelants    | 14-02-1986    | België        | Team Sunweb                 |
| Rudy Barbier     | 18-12-1992    | Frankrijk     | Israel Cycling Academy      |
| Cyril Gautier    | 26-09-1987    | Frankrijk     | Vital Concept-B&B Hotels    |
| Matteo Montaguti | 06-01-1984    | Italië        | Androni-Sidermec-Bottecchia |

## Overwinningen
| Nationale kampioenschappen wielrennen Litouwen - tijdrit: Gediminas Bagdonas La Drôme Classic Alexis Vuillermoz Ronde van de Sarthe 3e etappe: Alexis Gougeard Eindklassement: Alexis Gougeard Parijs-Camembert Benoît Cosnefroy Ronde van de Ain 2e etappe: Alexandre Geniez Ploegenklassement: *1) Ronde van Italië 17e etappe: Nans Peters | Grote Prijs van Plumelec Benoît Cosnefroy Boucles de l'Aulne Alexis Gougeard Boucles de la Mayenne Proloog: Dorian Godon Jongerenklassement: Dorian Godon Ronde van Frankrijk Bergklassement: Romain Bardet Ronde van Polen Puntenklassement: Pierre Latour Polynormande Benoît Cosnefroy | BinckBank Tour 7e etappe: Oliver Naesen Ronde van de Limousin-Nouvelle-Aquitaine 3e etappe: Benoît Cosnefroy Eindklassement: Benoît Cosnefroy Jongerenklassement: Benoît Cosnefroy Ronde van Poitou-Charentes in Nouvelle-Aquitaine Ploegenklassement: *2) Ronde van Spanje Bergklassement: Geoffrey Bouchard |

*1) Ploeg Ronde van de Ain: Bouchard, Chevrier, Frank, Geniez, Gougeard, Paret-Peintre
*2) Ploeg Ronde van Poitou-Charentes in Nouvelle-Aquitaine: Domont, Duval, Gallopin, Geniez, Gougeard, Hänninen, Vandenbergh
2000 · 2001 · 2002 · 2003 · 2004 · 2005 · 2006 · 2007 · 2008 · 2009 · 2010 · 2011 · 2012 · 2013 · 2014 · 2015 · 2016 · 2017 · 2018 · 2019 · 2020 · 2021 · 2022 · 2023 · 2024 · 2025
AG2R-La Mondiale · Astana Pro Team · Bahrain-Merida · BORA-hansgrohe · CCC Team · Deceuninck–Quick-Step · EF Education First · Groupama-FDJ · Lotto Soudal · Mitchelton-Scott · Movistar Team · Team Dimension Data · Team Jumbo-Visma · Team Katjoesja Alpecin · Team INEOS (Team Sky) · Team Sunweb · Trek-Segafredo · UAE Team Emirates